# Pulpe de soja
 (30 mai 13).
Le contenu est difficilement compréhensible vu les erreurs de traduction, qui sont peut-être dues à l'utilisation d'un logiciel de traduction automatique.
La pulpe de soja (chinois : 豆渣 ; pinyin : dòuzhā ; litt. « sédiments de pois (de soja) » ou 豆腐渣, dòufuzhā, « sédiment de tofu » ; en coréen, biji (hangeul : 비지) ; en japonais okara (おから) est une pulpe constituée de résidus insolubles de soja résultant de la fabrication de lait de soja et de tofu. Pour fabriquer ces produits, le soja est réduit en purée puis filtré ; le résidu du filtrage est l’okara. Il est généralement blanc, tendant vers le jaune. C'est un ingrédient traditionnel des cuisines japonaise, coréenne et chinoise, qui est aussi utilisé depuis le XXe siècle dans la cuisine végétarienne occidentale. De par son humidité et sa valeur nutritive, il est hautement sujet à la putréfaction. Le terme okara est également utilisé pour les autres résidus de laits végétaux (amande, avoine, noisette, etc.).

## Composition
L’okara contient entre 3,5 et 4,0 % de protéines, 76 à 80 % d'humidité et 20 à 24 % de matière sèche. Desséché, l’okara contient entre 8 et 15 % de matières grasses, 12 à 14,5 % de fibres et 24 % de protéines. Il contient 17 % des protéines contenues dans le soja utilisé lors du processus de fabrication. Il contient aussi du calcium, du fer, et de la vitamine B2.

## Production
En 1983, il était estimé que la production d’okara au Japon atteignait environ 70 000 Mg (mégagrammes, aussi appelés tonnes). Dans les pays les plus pauvres, la majeure partie de l’okara produit est utilisé comme nourriture.

## Autres noms
Sous-produit de la production de tofu, l'okara est produit partout où le tofu l'est aussi. Il est nommé xuehua cai (雪花菜, xuě huā cài, « plat de fleur de neige »), douzha (豆渣, doùzhā, « résidu de pois (de soja) ») ou doufu zha (豆腐渣, doùfǔ zhā)  et biji (비지) ou kongbiji (콩비지) en coréen.

## Utilisation

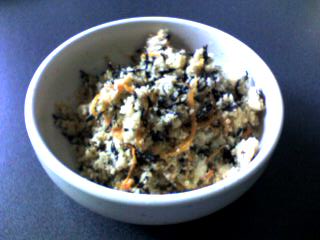
Unohana, un plat typique japonais à base d’okara.

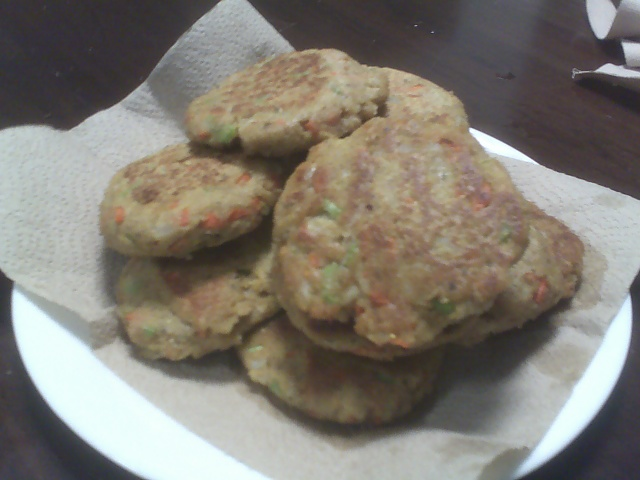
Burgers végétarien à l’okara.

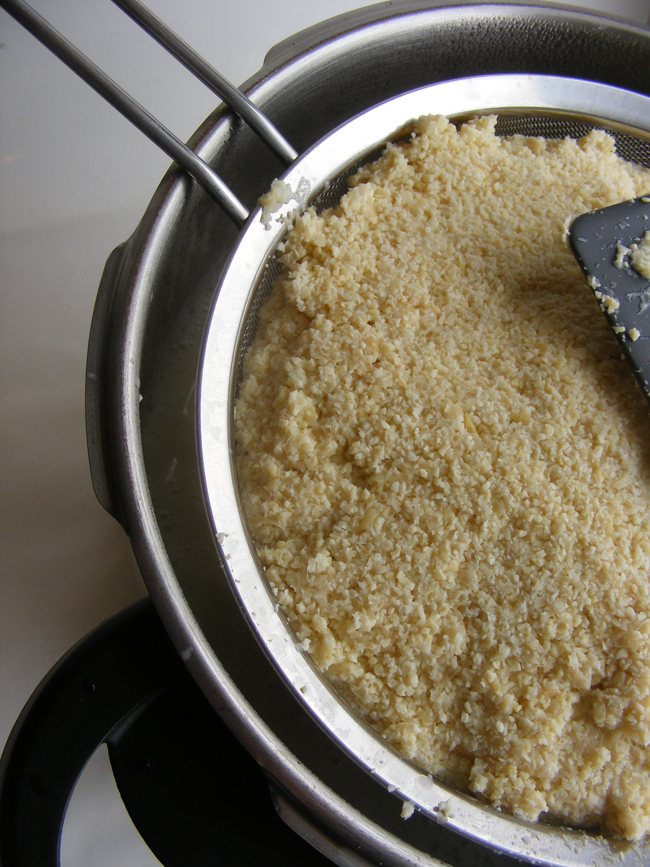
Okara dans un filtre.

### Consommation humaine
Bien que relativement neutre quand il est consommé seul, il peut être utilisé dans des ragoûts comme le biji-jjigae (비지찌개) coréen ou en porridge. Il peut aussi être utilisé comme additif pour des produits transformés tels que le pain, les biscuits et les muffins, car il donne une texture friable à ces aliments. Au Japon, il est utilisé dans un plat d'accompagnement nommé unohana (卯の花), qui est préparé en mélangeant sauce soja, mirin, carottes émincées, racines de grande bardane et des champignons shiitake.
L'unohana peut être utilisé comme substitut de riz dans les sushis. L’okara peut aussi être fermenté en utilisant le champignon Rhizopus (Rhizopus oligosporus) pour préparer du tempeh d’okara (appelé tempe gembus en javanais). L’okara tempeh peut aussi être fait en utilisant un accélérant pour tempeh. De plus, l’okara peut être utilisé pour la préparation d'autres gâteaux à base de tempeh en le mélangeant à divers ingrédients comme du riz brun, de la farine de boulgour, du soja et d'autres légumes.
L’okara est aussi utilisé dans la cuisine du Shandong de l'est de la Chine, en faisant cuire à la vapeur un mélange d’okara humide découpé en bloc ; ce plat est appelé zha doufu (渣豆腐; littéralement « tofu à partir de résidus »), aussi connu sous le nom de xiao doufu ou cai doufu, (小豆腐/菜豆腐; littéralement « petit tofu » ou « tofu de légumes »). Souvent ce plat est préparé à partir de soja mixé, avant que l'okara ne soit séparé du reste. La texture de ce plat rappelle vaguement la polenta.
Enfin, l’okara est parfois utilisé comme ingrédient dans les burgers végétariens. D'autres utilisations incluent la production de biscuits secs, de saucisse de soja ou d'ingrédients dans des pâtés végétariens.

### Alimentation animale
L’okara est aussi présent dans les aliments pour animaux notamment pour l'alimentation porcine et bovine. La plus grande partie de l’okara produit aux États-Unis et au Japon est utilisé de cette manière, souvent mélangé avec du foin ou du fourrage,. Puisque c'est un sous-produit de la production de lait de soja et de tofu, et donc largement excédentaire par rapport à la consommation humaine, l’okara est souvent utilisé pour l'alimentation animale, et il est fréquent en Asie, pour éviter les surcoûts de transports et les pertes, que les usines de tofu et de lait de soja soient proches des fermes.
Le produit est aussi utilisé comme ingrédient dans la nourriture destinée aux animaux de compagnie.

### Compost
L'okara est aussi parfois ajouté au compost[réf. nécessaire].

### Autres utilisations
L’okara est aussi utilisé comme matière première pour produire du fil textile à partir de soja. Au Japon, l’okara est aussi utilisé pour fabriquer de la litière pour chat.